# 웨스턴케이프주

웨스턴케이프 주의 위치

웨스턴케이프주(영어: Western Cape Province, 아프리칸스어: Provinsie Wes-Kaap)는 남아프리카 공화국의 서남부에 위치한 주로, 주도는 케이프타운이다. 면적은 129,462km2로 남아프리카 공화국에서 네 번째로 넓으며, 남아프리카 공화국 넓이의 약 10.6%를 차지한다. 2021년 추계 인구는 7,113,776명이고, 인구밀도는 45명/km2이다. 고도는 0m에서 2,325m에 이른다. 1994년에 케이프주에서 분리되어 신설되었다.

## 지리
주의 생김새는 북쪽으로는 대서양 해안가를 따라 동쪽으로는 남인도양 해안을 따라 뻗어 있어 L자 모양을 하고 있다. 과거 아프리카 대륙을 돌아 항해하던 배들의 이정표 역할을 하던 희망봉과, 아프리카 대륙의 최남단 지점인 아굴라스 곶이 위치한 곳이기도 하다. 테이블산과 데블즈피크에서 흘러드는 수자원을 바탕으로 초기 유럽 정착자들이 건설한 항구 도시 케이프타운이 주의 수도로서 경제적으로도 핵심적인 지역을 이루고 있다.
케이프타운과 주변 지역은 지중해성 기후를 띄고 있어 시원한 겨울과 온난 건조한 여름을 특징으로 보인다. 레인지버그 산맥(Langeberg)과 스와트버그(Swartberg) 산맥을 넘어 내륙 지역으로 들어가면 카루(Karoo)로 불리는 건조 지대가 나타난다.

## 인구

### 인종
2011년 기준 인구 구성은 컬러드가 50%, 흑인이 32%, 백인이 17%, 인도인/아시아인이 1%를 이룬다.

### 언어

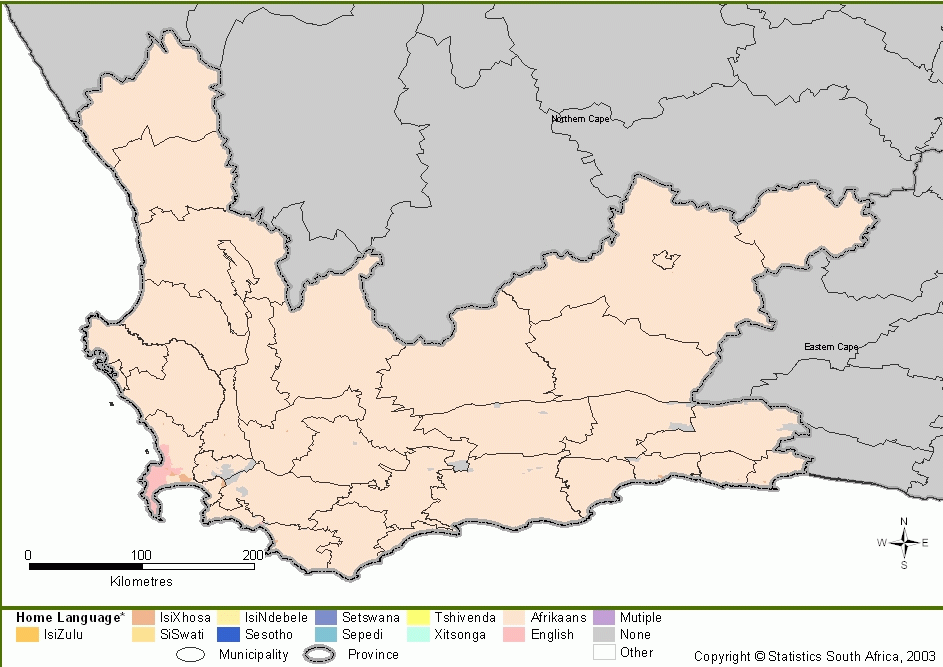
웨스턴케이프 주의 언어

49.7%가 아프리칸스어, 24.7%가 코사어, 20.2%가 영어를 쓴다. 지리적으로 보면 영어 화자는 거의 케이프타운과 주변 지역에 한정되어 분포하며, 기타 대부분 지역에서는 아프리칸스어가 쓰인다.

## 지역 구분
웨스턴케이프 주는 5개 행정구(District municipalities)와 1개의 광역 자치체(metropolitan municipality)로 나뉜다. 행정구들은 더 자세히 24개 지방 자치체(Municipalities)로 나누어진다.
- 케이프타운시 광역 자치체(City of Cape Town Metropolitan Municipality)
- 웨스트 코스트 행정구(West Coast District)
  - Matzikama
  - Cederberg
  - Bergrivier
  - Saldanha Bay
  - Swartland
- 케이프 와인랜즈 행정구(Cape Winelands District)
  - Witzenberg
  - Drakenstein
  - Stellenbosch
  - Breede Valley
  - Langeberg
- 오버버그 행정구(Overberg District)
  - Theewaterskloof
  - Overstrand
  - Cape Agulhas
  - Swellendam
- 에덴 행정구 (Eden District)
  - Kannaland
  - Hessequa
  - Mossel Bay
  - George
  - Oudtshoorn
  - Bitou
  - Knysna
- 센트럴 카루 행정구(Central Karoo District)
  - Laingsburg
  - Prince Albert
  - Beaufort West

## 교육 기관
- 스텔렌보스 대학교
- 케이프타운 대학교
- 웨스턴케이프 주 대학교

## 같이 보기
- 케이프 식민지